# Loewia alpestris
Loewia alpestris là một loài ruồi trong họ Tachinidae.